# Ramona Reinke
Ramona Reinike (República Democrática Alemana) es una nadadora alemana retirada especializada en pruebas de estilo braza, donde consiguió ser subcampeona mundial en 1978 en los 4x100 metros estilos.

## Carrera deportiva
En el Campeonato Mundial de Natación de 1978 celebrado en Berlín (Alemania), ganó la medalla de plata en los relevos de 4x100 metros estilos, nadando el largo de braza, con un tiempo de 4:09.13 segundos, tras Estados Unidos (oro con 4:08.21 segundos)y por delante de la Unión Soviética (bronce con 4:14.91 segundos).